# Parafia Najświętszej Maryi Panny Nieustającej Pomocy w Jaworznie-Ciężkowicach
Parafia Najświętszej Maryi Panny Nieustającej Pomocy w Jaworznie-Ciężkowicach – rzymskokatolicka parafia, położona w dekanacie IX – Świętych Wojciecha i Katarzyny w Jaworznie, diecezji sosnowieckiej, metropolii częstochowskiej w Polsce. Została erygowana w 1921 roku.

## Historia
Parafia Najświętszej Maryi Panny Nieustającej Pomocy w Jaworznie-Ciężkowicach została założona 23 października 1921 roku przez biskupa Anatola Nowaka. Pierwszym proboszczem parafii został mianowany ks. Andrzej Mroczek (wikariusz z Jaworzna). 1 listopada 1921 roku biskup Adam Sapieha wyłączył Ciężkowice z parafii Jaworzno i mianował ekspozytem ks. Andrzeja Mroczka.